# Dominikánský klášter (Staré Město)
Dominikánský klášter na Starém Městě v Praze 1 je konvent při kostele svatého Jiljí.
Budova kláštera, který sídlí na adrese Husova 234/8, náleží řádu řádu bratří kazatelů (dominikánů). V budově mimo to sídlí také farnost u sv. Jiljí, polská římskokatolická farnost u sv. Jiljí a Česká dominikánská provincie.

## Dějiny kláštera

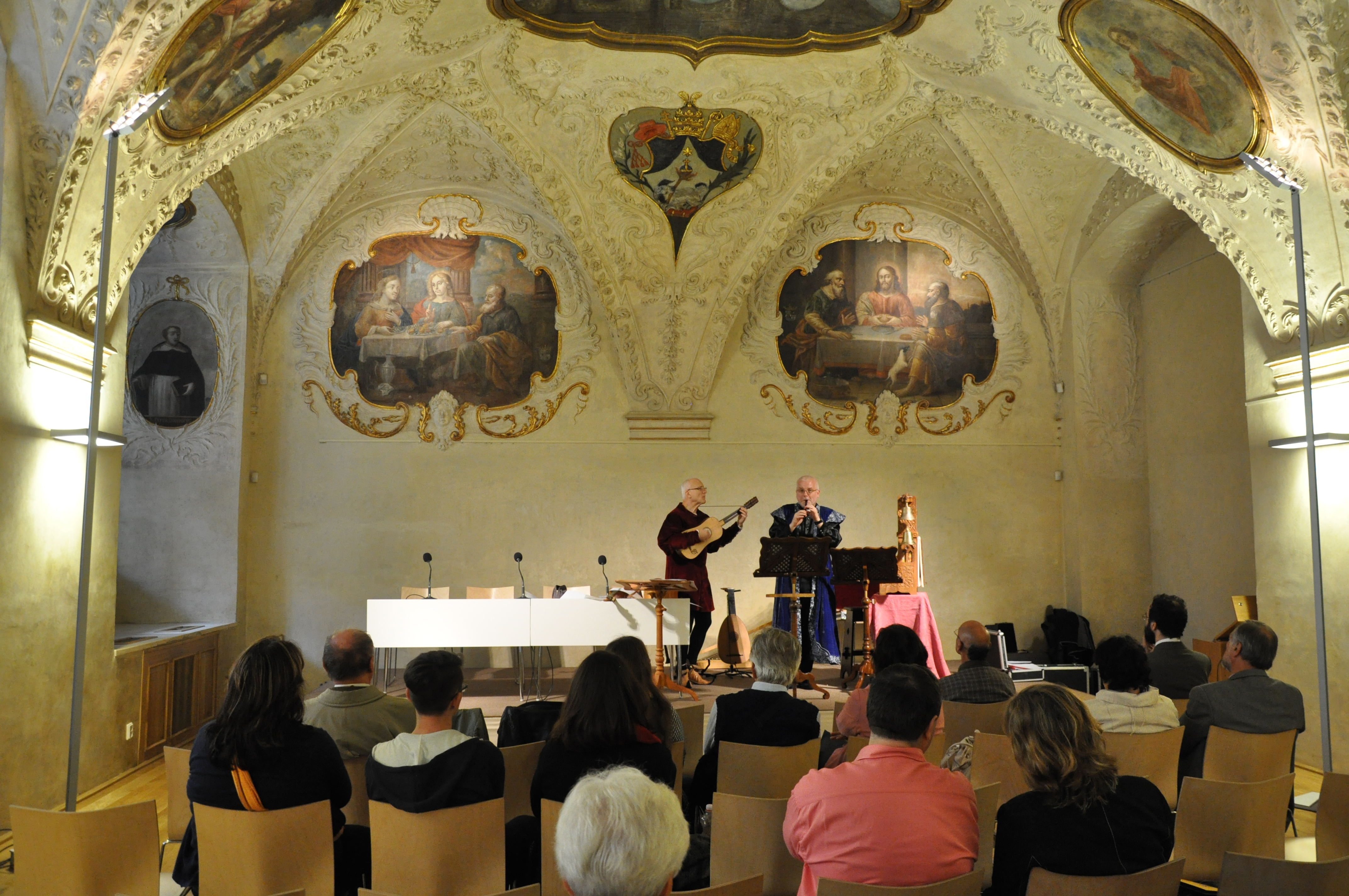
Koncert v refektáři kláštera

Historie řádu bratří kazatelů (dominikánů) na Starém Městě pražském začíná již ve středověku, kdy dominikáni sídlili u kostela svatého Klimenta, a znovu se na Staré Město vrátili v 16. století do opuštěného Anežského kláštera u kostela sv. Františka. 
Na nynějším místě v dnešní Husově a Jilské ulici se objevují teprve od roku 1625. Nejprve jim připadl kostel sv. Jiljí, kolem něhož do roku 1656 postupně skoupili okolní budovy, které využívali pro provoz řádu. Po roce 1663 došlo ke stavebnímu sjednocení jednotlivých objektů, které spolu s kostelem tvoří blok ohraničený ulicemi Husova, Jalovcová, Jilská a u kostela pak ulicí Zlatá. Autorem přestavby bloku byl Carlo Lurago.
Po komunistickém převratu v Československu došlo roku 1950 v rámci Akce K k násilnému vysídlení a rozpuštění klášterní komunity. 
Obnovení konventu bylo možné opět po sametové revoluci, v roce 1990. Od té doby probíhá pozvolné, ale soustavné oživování tradic i vytváření nových aktivit řádu.
V klášteře se pravidelně pořádá diskusní platforma Dominikánská 8.